# Негода, Зденек
Зде́нек Не́года (чеш. Zdeněk Nehoda; 9 мая 1952, Гулин) — чехословацкий футболист, нападающий. Выступал за национальную сборную страны. Является рекордсменом Чехословакии по количеству проведённых матчей за сборную (90). Чемпион Европы 1976 года, бронзовый призёр Евро 1980.

## Карьера
Начинал карьеру в молодёжных командах «Спартака» и «Готтвальдов». В 1969 году стал игроком основной команды «Готтвальдов». В 1970 стал обладателем Кубка Чехословакии. В 1971 году перешёл в пражскую «Дуклу». В клубе он играл 12 лет, выиграл три раза чемпионат страны, два раза Кубок, дважды признавался лучшим игроком страны. В 1971 стал лучшим бомбардиром чемпионата вместе с Йозефом Адамцем, а в 1979 разделил звание с Карелом Крoупой. За сборную Негода выступал с 1971 по 1987 год, и провёл 90 матчей, забив 31 гол. В 1976 стал чемпионом Европы, в 1980 бронзовым призёром. В 1983 году перешёл в немецкий «Дармштадт». Через год в бельгийский «Стандард». В том же 1984 году уехал во Францию, и стал игроком «Гренобля». За французов он выступал два года, после чего уехал завершать карьеру в Австрии.
После завершения карьеры работал спортивным агентом у Зденека Грыгеры и Томаша Нецида.

## Достижения

### Командные
- Чемпион Чехословакии (3): 1976/77, 1978/79, 1981/82
- Обладатель Кубка Чехословакии (3): 1969/70, 1980/81, 1982/83
- Чемпион Европы: 1976

### Личные
- Футболист года в Чехословакии (2): 1978, 1979
- Лучший бомбардир чемпионата Чехословакии (2): 1971, 1979
- Входит в состав символической сборной по итогам чемпионата Европы по версии УЕФА: 1976